# التاویل (کالیفرنیا)
التاویل، کالیفرنیا (به انگلیسی: Altaville, California) یک منطقهٔ مسکونی در ایالات متحده آمریکا است که در شهرستان کالاوراس واقع شده‌است.

## خصوصیات
التاویل ۴۷۰ متر بالاتر از سطح دریا واقع شده‌است.